# Sint-Severinuskerk (Bonn)
De Sint-Severinuskerk (Duits: St. Severinkirche) is een neoromaanse kerk in het stadsdeel Mehlem van de Duitse stad Bonn. Het gebouw staat ingeschreven in het monumentenregister.

## Geschiedenis
Een eerste schriftelijke vermelding van een kerk in Mehlem dateert van het jaar 1181. Deze kerk werd in de Dertigjarige Oorlog verwoest. Een tweede kerkgebouw op dezelfde plaats brandde na een blikseminslag op 19 februari 1860 af. Slechts de toren overleefde de brand. Daarna werd een nieuwe kerk gebouwd waarbij de oude toren werd verhoogd, zodat de Sint-Severinuskerk tegenwoordig de hoogste kerktoren tussen Koblenz en Bonn bezit.
In 1929 vond een omvangrijke renovatie plaats waarbij het interieur een nieuwe beschildering kreeg. Slechts de beschilderingen van een zegenende Christus en de apostelen in de apsis bleven daarbij behouden.
Bij een routineonderzoek in 1968 werden aan het gebouw ernstige bouwkundige gebreken ontdekt. De kerk werd onmiddellijk gesloten en gerestaureerd. Hierbij werd het altaar verplaatst en werd de apsis een nevenruimte. Deze gewijzigde oriëntatie van het interieur werd hersteld bij een renovatie in 1998. De kerk kreeg bij deze derde restauratie nieuwe, met gipsplaten en stucwerk beklede, gewelven van hout. Traveebogen, de ribben van de gewelven, de sluitstenen en kapitelen kregen de kleuren van de apsis. Ook kreeg de kerk een nieuwe belichtingsinstallatie. In de torenruimte werd het doopbekken opgesteld. Een smeedijzeren hek waarmee aparte ruimten van de kerk kunnen worden afgesloten, maakt het mogelijk om de voorhal en gebedsruimte overdag open te houden.

## Mariavenster
In de jaren 2002-2003 kreeg de kerk boven het hoofdportaal een nieuw vensterraam van glas in lood. Het halfronde venster werd ter gelegenheid van het 25-jarige pontificaat van Johannes Paulus II vervaardigd. Het inschrift aan de onderrand getuigt hiervan met de woorden 25 Jahre Johannes Paul II. 2002−2003 Jahr des Rosenkranzes (Het jaar 2002/2003 werd door paus Johannes Paulus II tot het jaar van de rozenkrans uitgeroepen). Het ambachtelijk gemaakte glas in lood stelt de Heilige Maagd Maria met Jezus omringd door drie gestileerde bloemen voor. De drie bloemen zijn een verwijzing naar de rosa mystica van de litanie van Loreto, maar staan evenzeer symbool voor de drie christelijke deugden Geloof, Hoop en Liefde.

## Klokken
In de toren hangen vier klokken. De Barbaraklok uit 1864 overleefde beide wereldoorlogen. Het verlies van drie klokken in de Eerste Wereldoorlog werd in 1924 met nieuwe klokken gecompenseerd. In de Tweede Wereldoorlog werden echter ook deze klokken slachtoffer van de oorlogsindustrie. In 1953 kreeg de kerk weer vervangende klokken.